# Plajnik
Pllajnik en albanais et Plajnik en serbe latin (en serbe cyrillique : Плајник) est un village du Kosovo situé dans la commune/municipalité de Dragash/Dragaš et dans le district de Prizren/Prizren. Selon le recensement de 2011, elle compte 405 habitants, tous albanais.
Selon le découpage administratif de la Serbie, la localité fait partie de la municipalité de Prizren. Le village est également connu sous les noms albanais de Pllaje, Plajnik, Pllajë et sous le nom serbe de Plajnike.

## Démographie

### Évolution historique de la population dans la localité
| 1948 | 1953 | 1961 | 1971 | 1981 | 1991 | 2011 |
| ---- | ---- | ---- | ---- | ---- | ---- | ---- |
| 322  | 321  | 365  | 485  | 549  | 576  | 405  |

|  |